# ويليام دوبويس
ويليام دوبويس (بالفرنسية: Guillaume Dubois)‏ هو سياسي فرنسي، ولد في 6 سبتمبر 1656 في فرنسا، وتوفي في 10 أغسطس 1723 في قصر فرساي في فرنسا.

## مناصب
- انتخب أسقف كاثوليكي.
- انتخب رئيس الوزراء الفرنسي.
- انتخب عضو في الأكاديمية الفرنسية.
- انتخب كاردينال.
- انتخب رئيس الاساقفة.
- انتخب وزير الشؤون الخارجية  [لغات أخرى]‏.

## روابط خارجية
- ويليام دوبويس على موقع الموسوعة البريطانية (الإنجليزية)